# 重庆警察学院
29°37′42″N 106°18′47″E / 29.62833°N 106.31306°E
重庆警察学院（英语：Chongqing Police College）是重庆市市属普通高等本科院校，位于重庆市沙坪坝区重庆大学城，有大学城、石桥铺两个校区，总占地面积617亩。该校前身为1950年成立的重庆公安学校，并于2012年3月更名为重庆警察学院。

## 校史更迭
- 1950年，重庆公安学校成立
- 1982年，重庆人民警察学校成立
- 2001年，重庆市人民警察学校与重庆市公安学校合并组建了重庆警官职业学院
- 2012年3月，校名更改为重庆警察学院

## 教学单位
该校共有13个教学系部，分别是：
1. 侦查系
2. 治安系
3. 警务战术系
4. 刑事科学技术系
5. 信息安全系
6. 交通管理工程系
7. 思想政治理论教研部
8. 法学部
9. 基础教研部
10. 培训部
11. 国际执法学院
12. 图书馆
13. 信息技术中心

## 教育情况
学院现有专任教师152人，其中具有正高职称16人（教授16人），占10.53%，副高职称36人（副教授31人），占23.68%，中级职称69人，占专任教师总数45.39%；学院在校生全部为本科生，占全日制在校生总数的比例为100%。

## 教辅机构
- 图书馆：共有纸质藏书699359册，订购期刊753种、报刊82种，有中国知网资源数据库和外文期刊数据库2个数据库，有电子图书10.3173万册。
- 网络管理中心：负责信息化建设、现代教育技术推广应用